# Wadenwickel
Wadenwickel sind eine traditionelle naturheilkundliche Methode zur physikalischen Fiebersenkung.

## Prinzip
Wadenwickel bewirken Wärmeentzug durch Verdunstung, wie es auch beim Schwitzen geschieht. Dazu werden zwei Baumwolltücher (z. B. Küchenhandtücher) oder saugfähige Leinentücher (Innentücher) gut in lauwarmem Wasser getränkt und nicht zu stark ausgewrungen. Die feuchten Tücher werden anschließend um die Unterschenkel gewickelt, so dass die Gelenke frei liegen. Die so gewickelten Beine werden zur Vermeidung einer Durchfeuchtung des Bettes auf eine saugende Unterlage gelagert. Anschließend werden die Wickel 20 bis 30 Minuten belassen und die Beine nicht zugedeckt. Die Feuchtigkeit aus den Wickeln wird – durch die Körperwärme angetrieben – verdunsten und entzieht so dem Körper die Wärme. Dadurch kann Fieber ab 39 °C innerhalb von 60 bis 90 Minuten um 1 bis maximal 1,5 °C gesenkt werden. Eine raschere Absenkung belastet den Kreislauf zu sehr. Wenn die Körpertemperatur um ein Grad abgesenkt ist, wird die Anwendung beendet.
Bei Säuglingen ist der Anteil der Unterschenkel an der Gesamtkörperoberfläche so klein, dass Wadenwickel hier nicht ausreichend Wärme abführen. Um die Fläche zu vergrößern, kann man diesen Kindern ein mit lauwarmem Wasser getränktes Hemdchen überziehen, oder mit warmem Wasser eine Ganzkörper-Waschung durchführen. Danach nicht abtrocknen, da die Feuchtigkeit zur Verdunstung und damit zur Abkühlung beiträgt.
Ein weit verbreiteter Irrtum in der Anwendung von Wadenwickeln ist der Gebrauch von kaltem Wasser. Der Kältereiz würde das Schwitzen unterbrechen und die Senkung der Körpertemperatur verlangsamen.

## Beschränkungen
Fiebersenkende Wadenwickel (wärmeziehender Wickel) dürfen nur angewendet werden, wenn die Hände und Füße der Person auch wirklich gut durchwärmt sind, dies kann durch ein Fußbad am schnellsten bewirkt werden. Während der Behandlung werden Socken belassen, um die Füße auch während des Wickelns warm zu halten. Fieber geht nicht immer mit einer starken äußeren Erwärmung der Körperpartien (z. B. Waden) einher, sondern kann auch zur Zentralisation des Kreislaufs mit kalten Extremitäten führen. In diesem Fall ist die Maßnahme nicht sinnvoll.